# Joseph Plemelj
Joseph Plemelj (né le 11 décembre 1873 au château de Bled, en Autriche-Hongrie et mort le 22 mai 1967) est un mathématicien austro-hongrois puis yougoslave d'origine slovène dont les principales contributions concernent la théorie des fonctions analytiques et l’application des équations intégrales à la théorie du potentiel.

## Biographie
Orphelin de père, il eut la possibilité de suivre l'école à Ljubljana de 1886 à 1894. Il manifesta des dons précoces pour les mathématiques : maîtrisant l'ensemble du programme de lycée dès la classe de première, il aidait les bacheliers à préparer leur examen. Vers cette époque, il retrouva lui-même le développement en série de sin x et de cos x, en développant d'abord la fonction arccos x, en recherchant le développement réciproque du polynôme formé des premiers termes, puis en intuitant la loi générale de formation des coefficients successifs ; ce n'était donc pas à proprement parler une « démonstration ».
Plemelj avait une passion pour les problèmes géométriques de construction à la règle et au compas. C'est sans doute ce qui l'amena plus tard à publier sa construction exacte de l'heptagone régulier inscrit en supposant la trisection de l'angle. Plemelj s'intéressait aussi aux sciences naturelles, et notamment à l'astronomie. Il observait fréquemment le ciel à l’œil nu, et sa vue était si perçante qu'il pouvait apercevoir la planète Vénus même en plein jour.
Ses succès aux examens lui permirent de poursuivre ses études à Vienne, où il s'était inscrit à la faculté pour étudier les mathématiques, la physique et l’astronomie. Il eut pour professeurs Leopold Gegenbauer et Franz Mertens pour l’arithmétique et l’algèbre, Edmund Weiss pour l’astronomie, et Ludwig Boltzmann en physique.
En mai 1898 Plemelj soutint sa thèse de doctorat sur les équations différentielles linéaires à coefficients périodiques explicites. Il poursuivit ses recherches à Berlin (1899-1900) sous la direction des mathématiciens Ferdinand Georg Frobenius et Lazarus Fuchs, puis à Göttingen (1900-1901) avec Felix Klein et David Hilbert.

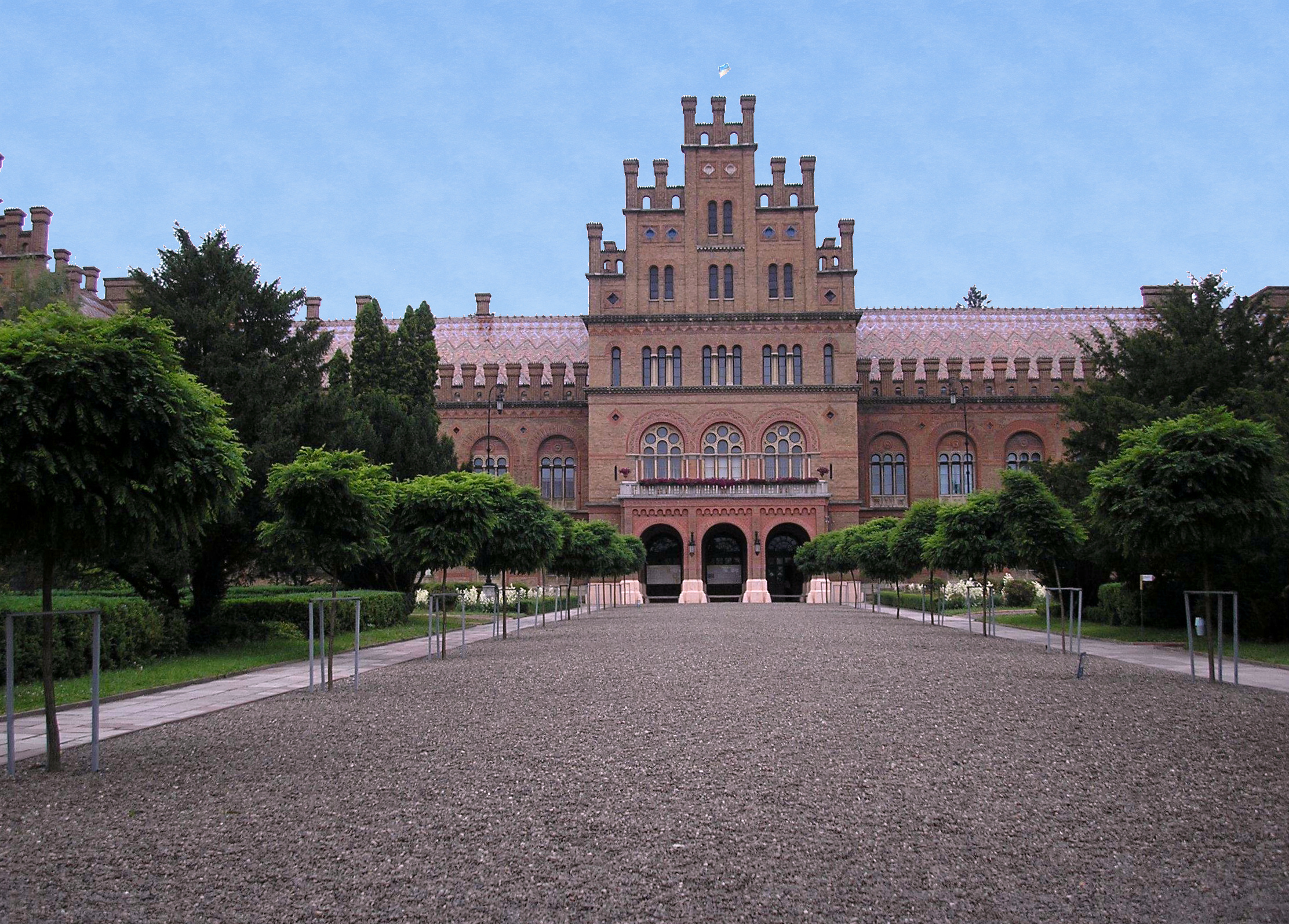
L’université de Chernivtsi, alors appelée université Youri-Fedkovitch de Tchernowitz, où Plemelj enseigna de 1908 à 1917.

Habilité, il devint en avril 1902 privat-docent de l’université de Vienne. En 1906 il était enfin recruté comme maître-assistant de l’université technique de Vienne, puis l'année suivante professeur associé ; en 1908 il fut recruté comme professeur titulaire de mathématiques par l’université de Tchernivtsi en Ukraine, dont il devint même doyen en 1912-1913. En 1917, démis de son poste pour ses opinions politiques, il fut même chassé par le gouvernement et trouva refuge en Moravie. Son retour à Ljubljana en 1919 devait s'avérer décisif pour le développement des mathématiques en Slovénie : le gouvernement provincial le nomma membre de la Commission universitaire, et il fut ainsi l'un des membres fondateurs de l'université de Ljubljana, dont il occupa la chaire de mathématiques et dont il fut le premier recteur. Ses cours de licence, « Théorie des fonctions analytiques », et « Équations différentielles et intégrales – Théorie et application » ont été publiés par l'Académie slovène des sciences et des arts en 1953.
Plemelj ne préparait pas ses conférences trop à l'avance, et se passait de notes : il confia qu'il réfléchissait à ce qu'il allait dire au cours du voyage entre son domicile de Gradišče et l’université. Certains étudiants ont fait part de leur impression selon laquelle leur professeur improvisait. Plemelj écrivait au tableau avec beaucoup de soin, et marquait la même exigence envers ses étudiants.
Plemelj avait un don pour les langues et il contribua à fixer la terminologie mathématique du slovène. Il habituait ses étudiants au beau langage, privilégiait la clarté de l'expression et la logique de l'exposition : par exemple, il s'agaçait qu'on utilise le verbe rabiti (« utiliser ») au lieu du verbe potrebovati (« avoir besoin de »), expliquant : « L’ingénieur qui ne connaît pas les mathématiques ne les utilise pas. Mais s'il les connaît, il les utilise souvent. »
Plemelj prit sa retraite en 1957 après quarante ans d'enseignement des mathématiques. Il avait été membre de l’Académie yougoslave des arts et des sciences dès 1923. En 1954, il fut couronné du prix Prešeren, la plus haute distinction scientifique de son pays. La même année, il était élu membre de l'Académie bavaroise des sciences.
En 1963, (pour son 90e anniversaire), l’université de Ljubljana lui accorda le titre de docteur honoris causa. Plemelj légua sa villa de Bled à l’Association des mathématiciens, physiciens et astronomes de Slovénie (DMFA), qui en a fait un musée consacré à sa mémoire.

## Contributions scientifiques
Ses principaux domaines de recherche furent la théorie des équations différentielles linéaires, des équations intégrales, la théorie du potentiel, la théorie des fonctions analytiques et l'analyse fonctionnelle. Plemelj avait entendu parler des équations intégrales lorsqu'encore étudiant à l'université de Göttingen, le professeur suédois Erik Holmgren (1872-1943) avait donné une conférence sur les travaux de son compatriote Fredholm, relatif aux équations linéaires intégrales de 1re et de 2nde espèce. Sous l'impulsion de D. Hilbert, les mathématiciens de Göttingen s'attaquèrent à ce nouveau domaine de recherche, et Plemelj fut l'un des premiers à publier des résultats originaux sur la question : il montrait comment utiliser les équations intégrales pour les problèmes de la théorie du potentiel.
Mais sa principale contribution à la théorie du potentiel est résumée dans ses « Recherches sur la Théorie du Potentiel », ouvrage couronné à la fois par le prix de la Société Jablonowski de Leipzig et le prix Richard-Lieben de l'université de Vienne. Ce dernier prix récompensait « le livre de mathématiques le plus original écrit depuis plusieurs années par un mathématicien autrichien. »
Sa contribution la plus originale est la « solution » élémentaire qu'il apporta au problème de Riemann-Hilbert (en) f+ = g f− sur l'existence d'une équation différentielle possédant un groupe de monodromie prescrit. Cette solution, publiée en 1908 dans un article intitulé « Classes riemanniennes de fonctions de groupe de monodromie donné », repose sur trois formules qui portent à présent son nom (parfois aussi formules de Sokhotski-Plemelj) et qui relient les valeurs prises à la frontière d'un arc Γ par les fonctions holomorphes :
{\displaystyle f_{+}(z)={1 \over 2{\rm {i}}\pi }\int _{\Gamma }{\phi (t)-\phi (z) \over {t-z}}\,{\rm {d}}t+\phi (z)}
{\displaystyle f(z)={1 \over 2{\rm {i}}\pi }\int _{\Gamma }{\phi (t)-\phi (z) \over {t-z}}\,{\rm {d}}t+{1 \over 2}\phi (z)}
{\displaystyle f_{-}(z)={1 \over 2{\rm {i}}\pi }\int _{\Gamma }{\phi (t)-\phi (z) \over {t-z}}\,{\rm {d}}t\quad z\in \Gamma }
La théorie des équations intégrales singulières, surtout cultivée par l’école soviétique sous l’impulsion de Muskhelichvili, est née de ces recherches sur la résolution du problème de Riemann-Hilbert.
Les contributions de Plemelj à la théorie des fonctions analytiques ne sont pas moins importantes : elles ont conduit notamment à la résolution du problème de l’uniformisation des fonctions algébriques, à une reformulation du théorème du prolongement analytique.
Plemelj a donné en 1912 une nouvelle démonstration du dernier théorème de Fermat pour le cas de l'exposant n = 5, simplifiant astucieusement celle donnée en 1825 par Dirichlet.
Plemelj découvrit une formule donnant la somme de la dérivée normale d'un potentiel de simple couche pour l'intérieur ou l'extérieur d'une région. Quoiqu'il s'intéressât aussi énormément à l'algèbre et à la théorie des nombres, il ne publia guère sur ces deux champs qu'un livre : « Algèbre et théorie des nombres » (Algebra in teorija števil, éd. SAZU, Ljubljana, 1962, XIV+278 p.).

## Hommages
En 2023, la Slovénie émet une pièce commémorative de 2 euros en l'honneur du 150e anniversaire de la naissance de Joseph Plemelj.